# Franklin, Québec
Franklin är en kommun i provinsen Québec i Kanada. Den ligger i regionen Montérégie, i den sydöstra delen av landet, 150 km öster om huvudstaden Ottawa.